# Stanisław Witkowski (ksiądz)
Stanisław Witkowski MS (ur. 7 maja 1960 w Rzeszowie) – polski duchowny katolicki, biblista, dr hab., adiunkt Instytutu Nauk Biblijnych Wydziału Teologicznego Uniwersytetu Papieskiego Jana Pawła II w Krakowie, wykładowca w Seminarium Redemptoris Mater w Trieście (Włochy) i w Winnicy (Ukraina). W Dominikańskim Studium Filozofii i Teologii prowadzi wykłady „Apokalipsa. Listy do Kościołów”.

## Życiorys
Stanisław Witkowski jest absolwentem Papieskiej Akademii Teologicznej w Krakowie i Papieskiego Instytutu Biblijnego (Biblicum) w Rzymie. Święcenia prezbiteratu otrzymał w Dębowcu 25 maja 1986 z rąk bp. Mariana Jaworskiego. 17 grudnia 1999 obronił pracę doktorską „Dwa eschatologiczne obrazy Jeruzalem (Ap 21,1 – 22,5) jako opis niebiańskiego Kościoła”, a w 2012 na podstawie rozprawy „«Wielki Babilon» w Janowej Apokalipsie jako kryptonim imperialnego Rzymu oraz wrogiego Bogu świata” uzyskał stopień doktora habilitowanego. Do jego zainteresowań należy problematyka dotycząca zagadnień synoptycznych oraz kwestie z zakresu pism Jana Ewangelisty i teologii Pawła z Tarsu.
Zatrudniony na stanowisku adiunkta w Instytucie Nauk Biblijnych na Wydziale Teologicznym Uniwersytetu Papieskiego Jana Pawła II w Krakowie, jest wykładowcą na Katedrze Egzegezy Nowego Testamentu tej uczelni. Jest także wykładowcą w Seminariach Redemptoris Mater w Trieście (Włochy) i w Winnicy (Ukraina). W Dominikańskim Studium Filozofii i Teologii prowadzi zajęcia nt. „Apokalipsa. Listy do Kościołów”.

## Publikacje
Stanisław Witkowski jest autorem licznych monografii i artykułów:

### Monografie
- Stanisław Witkowski: „Wielki Babilon” w Janowej Apokalipsie jako kryptonim imperialnego Rzymu oraz wrogiego Bogu świata. Kraków: Wydawnictwo La Salette, 2012, s. 383. ISBN 978-83-88153-81-5.
- Stanisław Witkowski. Kazanie na Górze: utopia?. „Zeszyty Formacji Duchowej”, s. 86, 2007. Wydawnictwo Salwator. ISSN 1426-8515. (pol.).
- Stanisław Witkowski: In the rays of mercy: meditations. Kraków: La Salette Publications, 2005, s. 110. ISBN 83-88153-29-5.
- Stanisław Witkowski: W promieniach miłosierdzia: rozważania. Kraków: Wydawnictwo La Salette, 2004, s. 103. ISBN 83-88153-22-6.
- Stanisław Witkowski: Nowa jakość życia: Kazanie na Górze (Mt 5–7). Kraków: Wydawnictwo La Salette, 2004, s. 210. ISBN 83-88153-27-7.
- Stanisław Witkowski: Listy do siedmiu Kościołów (Ap 2–3). Kraków: Wydawnictwo La Salette, 2002, s. 103. ISBN 83-88153-11-0.
- Stanisław Witkowski: Męka Pańska według Ewangelii św. Jana. Kraków: Wydawnictwo La Salette, 2001, s. 103. ISBN 83-88153-06-4.
- Dwa eschatologiczne obrazy Jeruzalem (Ap 21,1–22,5) jako opis niebiańskiego Kościoła. Kraków: Papieska Akademia Teologiczna. Wydawnictwo Naukowe, 2000, s. 136. ISBN 83-87681-59-8.

### Artykuły książkowe
- Stanisław Witkowski: Dlaczego niepokonani?. W: „Słowo jego płonęło jak pochodnia (Syr 48, 1)”. Księga pamiątkowa ku czci Księdza Profesora Tadeusza Brzegowego. Piotr Łabuda (Red.). Tarnów: Wydawnictwo Diecezji Tarnowskiej Biblos, 2011, s. 317–328. ISBN 978-83-7793-001-4.
- Stanisław Witkowski: Nawiedzenie św. Elżbiety jako wyraz czci pierwotnego Kościoła wobec Matki Chrystusa (Łk 1, 46–56). W: Maryja Matka Ludu Bożego. ks. Janusz Kręcidło MS (Red.). Kraków: Wydawnictwo La Salette, 2010, s. 50–59, seria: Studia Salettensia. ISBN 978-83-88153-66-2.
- Stanisław Witkowski: Magnificat – hymn sławiący Boże miłosierdzie (Łk 1, 46–56). W: Maryja Matka Ludu Bożego. ks. Janusz Kręcidło MS (Red.). Kraków: Wydawnictwo La Salette, 2010, s. 61–73, seria: Studia Salettensia. ISBN 978-83-88153-66-2.
- Stanisław Witkowski: Benedictus - pieśń chwały i wdzięczności za dar zbawienia (Łk 1, 68–79). W: Trud w Panu nie jest daremny (por. 1Kor 15, 58). Studia ofiarowane Księdzu Profesorowi Doktorowi Habilitowanemu Janowi Załęskiemu w 70. rocznicę urodzin. (Red.) Waldemar Linke. Niepokalanów: Wydawnictwo Ojców Franciszkanów, 2010, s. 635–645. ISBN 978-83-60479-96-4.
- Stanisław Witkowski: Wiara Abrahama i jej eklezjalna kontynuacja (Rz 4, 13–25). W: Ex Oriente lux. Księga Pamiątkowa dla Księdza Profesora Antoniego Troniny w 65. rocznicę urodzin. red. Waldemar Chrostowski. Warszawa: Stowarzyszenie Biblistów Polskich, 2010, s. 573–591. ISBN 978-83-7232-946-2.
- Stanisław Witkowski: Usprawiedliwienie Abrahama i jego powszechne ojcostwo w wierze (Rz 4, 1–12). W: Jak śmierć potężna jest miłość. Księga Pamiątkowa ku czci Księdza Profesora Juliana Warzechy SAC (1944–2009). red. Waldemar Chrostowski. Warszawa: Apostolicum, 2009, s. 287–306.
- Stanisław Witkowski: Maryja i Jej Syn w świetle Łk 1, 26–38. W: Maryja Matka Jezusa. ks. Janusz Kręcidło MS (Red.). Kraków: Wydawnictwo La Salette, 2008, s. 38–60, seria: Studia Salettensia. ISBN 978-83-88153-52-5.
- Stanisław Witkowski: Usprawiedliwiająca sprawiedliwość Boga (Rz 3, 21–26). W: Verbum caro fatum Est. Księga pamiątkowa dla Księdza Profesora Tomasza Jelonka w 70. rocznicę urodzin. red. Waldemar Chrostowski. Warszawa: Stowarzyszenie Biblistów Polskich, 2007, s. 452–465. ISBN 978-83-7232-766-6.
- Stanisław Witkowski: Powszechny wymiar grzechu (Rz 1, 18–32). W: Pozwólcie pojednać się z Bogiem. ks. Janusz Kręcidło MS (Red.). Kraków: Wydawnictwo La Salette, 2007, s. 33–55, seria: Studia Salettensia. ISBN 978-83-88153-42-6.

### Artykuły w czasopismach
- Stanisław Witkowski MS. The Triumph of Mercy over Sacrifice (Matthew 9 : 9–13; 12 : 1–8). „Ruch Biblijny i Liturgiczny”. 70 (7), s. 137–146, 2017. Polskie Towarzystwo Teologiczne w Krakowie. DOI: 10.21906/rbl.253. ISSN 0209-0872. (pol.).
- Stanisław Witkowski MS. Człowieczeństwo i bóstwo Syna Człowieczego w Jego męce, śmierci i zmartwychwstaniu. Trzy pouczenia Jezusa o swej pasji w ujęciu Markowym. „Polonia Sacra”. 19 (3 (40)), s. 141–153, 2015. Uniwersytet Papieski Jana Pawła II w Krakowie. ISSN 1428-5673. (pol.).
- Stanisław Witkowski MS. Pierwsze wyznanie Synostwa Bożego przez Jezusa (Łk 2, 41-52). „Polonia Sacra”. 17 (2), s. 219–229, 2013. Uniwersytet Papieski Jana Pawła II w Krakowie. DOI: 10.15633/ps.376. ISSN 1428-5673. (pol.).
- Stanisław Witkowski MS. Wdowieństwo jako służba Bogu i ludziom. „La Salette: posłaniec Matki Boskiej Saletyńskiej”. 1, s. 8–9, 2012. ISSN 1233-4456. (pol.).
- Stanisław Witkowski MS. Miłosierdzie wychodzi nam naprzeciw. „La Salette: posłaniec Matki Boskiej Saletyńskiej”. 2, s. 8–9, 2012. ISSN 1233-4456. (pol.).
- Stanisław Witkowski MS. A jednak możliwa miłość…. „La Salette: posłaniec Matki Boskiej Saletyńskiej”. 4, s. 8–9, 2012. ISSN 1233-4456. (pol.).
- Stanisław Witkowski MS. Przymierze przyjaźni. „La Salette: posłaniec Matki Boskiej Saletyńskiej”. 3, s. 10–11, 2012. ISSN 1233-4456. (pol.).
- Stanisław Witkowski MS. Ten rodzaj złych duchów… (Mk 9, 14-29). „La Salette: posłaniec Matki Boskiej Saletyńskiej”. 4, s. 10–11, 2011. ISSN 1233-4456. (pol.).
- Stanisław Witkowski MS. Dobry Pasterz (J 10, 1-16). „La Salette: posłaniec Matki Boskiej Saletyńskiej”. 3, s. 16–17, 2011. ISSN 1233-4456. (pol.).
- Stanisław Witkowski MS. Rodzina chrześcijańska, czyli jaka?. „La Salette: posłaniec Matki Boskiej Saletyńskiej”. 6, s. 10–11, 2011. ISSN 1233-4456. (pol.).
- Stanisław Witkowski MS. Co Bóg złączył… (Mt 19, 1-9). „La Salette: posłaniec Matki Boskiej Saletyńskiej”. 5, s. 6–7, 2011. ISSN 1233-4456. (pol.).
- Stanisław Witkowski MS. Być uczniem Chrystusa, czyli nosić swój krzyż (Łk 14, 27). „La Salette: posłaniec Matki Boskiej Saletyńskiej”. 2, s. 8–9, 2012. ISSN 1233-4456. (pol.).
- Stanisław Witkowski MS. Bo ja nie wstydzę się Ewangelii… (Rz 1, 16). „La Salette: posłaniec Matki Boskiej Saletyńskiej”. 6, s. 6–7, 2010. ISSN 1233-4456. (pol.).
- Stanisław Witkowski MS. Modlitwa otwierająca niebo (Łk 18, 9-14). „La Salette: posłaniec Matki Boskiej Saletyńskiej”. 6, s. 8–9, 2010. ISSN 1233-4456. (pol.).
- Stanisław Witkowski MS. Pojednanie Jakuba z Ezawem (Rdz 32-33). „La Salette: posłaniec Matki Boskiej Saletyńskiej”. 4, s. 12–13, 2010. ISSN 1233-4456. (pol.).
- Stanisław Witkowski MS. Starość czyli moc świadectwa. „La Salette: posłaniec Matki Boskiej Saletyńskiej”. 5, s. 8–9, 2010. ISSN 1233-4456. (pol.).
- Stanisław Witkowski MS. Zwalczałem Kościół Boży. „La Salette: posłaniec Matki Boskiej Saletyńskiej”. 3, s. 12–13, 2010. ISSN 1233-4456. (pol.).
- Stanisław Witkowski MS. Miłosierdzie przed sprawiedliwością (J 8, 1-12). „La Salette: posłaniec Matki Boskiej Saletyńskiej”. 1, s. 8–9, 2010. ISSN 1233-4456. (pol.).
- Stanisław Witkowski MS. Wola Boża – postrach czy szczęście?. „La Salette: posłaniec Matki Boskiej Saletyńskiej”. 2, s. 8–9, 2010. ISSN 1233-4456. (pol.).
- Stanisław Witkowski MS. Triumf życia. „La Salette: posłaniec Matki Boskiej Saletyńskiej”. 2, s. 8–9, 2009. ISSN 1233-4456. (pol.).
- Stanisław Witkowski MS. Zaskakujący Bóg (Łk 1, 5-25). „La Salette: posłaniec Matki Boskiej Saletyńskiej”. 3, s. 8–9, 2009. ISSN 1233-4456. (pol.).
- Stanisław Witkowski MS. Pokochaj raz jeszcze… (Oz 3, 1). „La Salette: posłaniec Matki Boskiej Saletyńskiej”. 1, s. 8–9, 2009. ISSN 1233-4456. (pol.).
- Stanisław Witkowski MS. Uniwersalne znaczenie narodzin Jezusa (Łk 2, 1-20). „Polonia Sacra”. 25 (69), s. 171–183, 2009. Uniwersytet Papieski Jana Pawła II w Krakowie. ISSN 1428-5673. (pol.).
- Stanisław Witkowski MS. Abyście się nie smucili (1Tes 4, 13-18). „La Salette: posłaniec Matki Boskiej Saletyńskiej”. 2, s. 8–9, 2009. ISSN 1233-4456. (pol.).
- Stanisław Witkowski MS. Synowie są darem Pana, a owoc łona nagrodą (Ps 127, 3). „La Salette: posłaniec Matki Boskiej Saletyńskiej”. 6, s. 8–9, 2009. ISSN 1233-4456. (pol.).
- Stanisław Witkowski MS. Współukrzyżowani z Chrystusem i wolni od mocy grzechu (Rz 6, 1-4). „Ruch Biblijny i Liturgiczny”. 62 (2), s. 103–115, 2009. Polskie Towarzystwo Teologiczne w Krakowie. DOI: 10.21906/rbl.200. ISSN 0209-0872. (pol.).
- Stanisław Witkowski MS. Kryzys Piotra (Mt 26, 69-75). „La Salette: posłaniec Matki Boskiej Saletyńskiej”. 5, s. 8–9, 2009. ISSN 1233-4456. (pol.).
- Stanisław Witkowski MS. Przełamany krąg samotności. „La Salette: posłaniec Matki Boskiej Saletyńskiej”. 6, s. 8–9, 2008. ISSN 1233-4456. (pol.).
- Stanisław Witkowski MS. Ucieczka i pojednanie. „La Salette: posłaniec Matki Boskiej Saletyńskiej”. 5, s. 8–9, 2008. ISSN 1233-4456. (pol.).
- Stanisław Witkowski MS. Emaus. „La Salette: posłaniec Matki Boskiej Saletyńskiej”. 4, s. 8–9, 2008. ISSN 1233-4456. (pol.).
- Stanisław Witkowski MS. Szokująca dobroć (Łk 11, 30-37). „La Salette: posłaniec Matki Boskiej Saletyńskiej”. 3, s. 8–9, 2008. ISSN 1233-4456. (pol.).
- Stanisław Witkowski MS. Upokorzony i uwielbiony Chrystus (Flp 2, 6-11). „Ruch Biblijny i Liturgiczny”. 61 (1), s. 29–38, 2008. Polskie Towarzystwo Teologiczne w Krakowie. DOI: 10.21906/rbl.314. ISSN 0209-0872. (pol.).
- Stanisław Witkowski MS. Niebianie. „La Salette: posłaniec Matki Boskiej Saletyńskiej”. 1, s. 8–9, 2008. ISSN 1233-4456. (pol.).
- Stanisław Witkowski MS. Dramat ludzkiego „ja” (Rz 7, 14-25). „Ruch Biblijny i Liturgiczny”. 60 (4), s. 263–272, 2007. Polskie Towarzystwo Teologiczne w Krakowie. DOI: 10.21906/rbl.380. ISSN 0209-0872. (pol.).
- Stanisław Witkowski MS. Noc Nikodema. „La Salette: posłaniec Matki Boskiej Saletyńskiej”. 6, s. 8–9, 2007. ISSN 1233-4456. (pol.).
- Stanisław Witkowski MS. Rz 1,16-17 jako główna teza Listu do Rzymian. „Ruch Biblijny i Liturgiczny”. 59 (2), s. 97–104, 2006. Polskie Towarzystwo Teologiczne w Krakowie. DOI: 10.21906/rbl.380. ISSN 0209-0872. (pol.).
- Stanisław Witkowski MS. Ludzki wymiar miłosierdzia. Specyfika Mateuszowego nauczania na temat miłosierdzia. „Polonia Sacra”. 14 (58), s. 271–282, 2004. Uniwersytet Papieski Jana Pawła II w Krakowie. ISSN 1428-5673. (pol.).
- Stanisław Witkowski MS. Miłość Boga do ludzi. „Studia Saletyńskie”. 2, s. 98-102, 2002. ISSN 1509-5908. (pol.).
- Stanisław Witkowski MS. List do Kościoła w Laodycei. „Studia Saletyńskie”. 1, s. 58-63, 2000. ISSN 1509-5908. (pol.).